# Filsenberg (Schonwald)
Koordinaten: 48° 23′ 54,9″ N, 9° 6′ 33″ O
Das Gebiet Filsenberg ist ein mit Verordnung vom 9. März 2004 durch die Körperschaftsforstdirektion Tübingen ausgewiesener Schonwald (Schutzgebiet-Nummer 200292) in Baden-Württemberg.

## Lage
Das Schutzgebiet liegt am Hang des 805,4 m hohen Filsenbergs auf einer Höhe von 693–802 m. Es befindet sich südlich von Öschingen und liegt im Stadtwald Mössingen im Distrikt 21 „Filsenberg“ Abteilung 4 und umfasst einen Teil des Flurstücks Nr. 1332 auf Gemarkung Talheim, Stadt Mössingen.
Im Nordosten grenzt der Schonwald an das Naturschutzgebiet Filsenberg. Der Schonwald liegt vollständig im Landschaftsschutzgebiet Albrand sowie im FFH-Gebiet Albtrauf zwischen Mössingen und Gönningen.

## Vegetation
Im Schonwald kommen laut Waldbiotopkartierung die folgenden Pflanzen vor:
Feldahorn, Berg-Ahorn, Rispige Graslilie, Weidenblättriges Ochsenauge, Berg-Reitgras, Nesselblättrige Glockenblume, Alpen-Distel, Blaugrüne Segge, Weißes Waldvöglein, Gewöhnliche Waldrebe, Maiglöckchen, Berg-Kronwicke, Gemeine Hasel, Braunrote Stendelwurz, Breitblättrige Stendelwurz, Rotbuche, Gemeine Esche, Ruprechtskraut, Gemeiner Efeu, Stinkende Nieswurz, Berg-Johanniskraut, Fichtenspargel, Breitblättriges Laserkraut, Berg-Margerite, Türkenbund, Rote Heckenkirsche, Wald-Bingelkraut, Pfeifengras, Oregano, Große Bibernelle, Vielblütige Weißwurz, Echtes Salomonssiegel, Vogelkirsche, Traubeneiche, Gebirgs-Hahnenfuß, Große Brennnessel, Berg-Aster, Echte Betonie, Wald-Trespe, Blauroter Steinsame, Sichelblättriges Hasenohr, Pfirsichblättrige Glockenblume, Erd-Segge, Berg-Segge, Gemeiner Wirbeldost,
Roter Hartriegel, Zweigriffeliger Weißdorn, Eingriffeliger Weißdorn, Schwarzwerdender Geißklee, Mandelblättrige Wolfsmilch, Gemeine Esche, Blaugrünes Labkraut, Blutroter Storchschnabel, Gewöhnlicher Hufeisenklee, Dürrwurz, Gemeiner Wacholder, Schwärzende Platterbse, Gewöhnlicher Liguster, Holzapfel, Einblütiges Perlgras, Hirschwurz-Haarstrang, Hasenlattich, Purgier-Kreuzdorn, Feld-Rose, Wildrose, Kratzbeere, Steinbeere, Kalk-Blaugras, Gelbfrüchtiger Nachtschatten, Echte Mehlbeere, Sommerlinde, Bergulme, Schmalblättriger Arznei-Baldrian, Wolliger Schneeball, Gewöhnlicher Schneeball, Weiße Schwalbenwurz.

## Schutzzweck
Der Schutzzweck des Schonwalds ist gemäß Schutzgebietsverordnung
- die Erhaltung und Förderung der Biotop- und Artenvielfalt des Eichensteppenheidewalds aus Eiche, Esche, Buche, Bergahorn, Linde, Hainbuche, Bergulme und Mehlbeere auf den Standortseinheiten „Eichensteppenheidewald“, „Buchensteppenheidewald“ und „sonnseitiger Kalkschuttunterhang“ mit der an diese Extremstandorte gebundenen, seltenen Flora;
- die Erhaltung und Förderung des auf einer Teilfläche vorkommenden Lebensraums „Schlucht- und Hangmischwälder“.

## Betreuung
Wissenschaftlich betreut wird der Schonwald durch die Forstliche Versuchs- und Forschungsanstalt Baden-Württemberg (BVA).